# Roestbuikpiewie
De roestbuikpiewie (Contopus latirostris) is een zangvogel uit de familie Tyrannidae (tirannen).

## Verspreiding en leefgebied
Deze soort komt voor op de Kleine Antillen en telt drie ondersoorten:
- C. l. blancoi: Puerto Rico.
- C. l. brunneicapillus: Dominica, Guadeloupe en Martinique.
- C. l. latirostris: Saint Lucia.

## Status
De grootte van de populatie is niet gekwantificeerd maar de soort wordt omschreven als schaars. Op de Rode lijst van de IUCN heeft deze soort de status niet bedreigd.